# Giffen-goed
Een Giffen-goed is in de economie een goed met een positieve prijselasticiteit. Een positieve prijselasticiteit staat voor een stijgende gevraagde hoeveelheid door een stijgende prijs en een dalende gevraagde hoeveelheid door een dalende prijs. Een Giffen-goed vormt hiermee een uitzondering op andere goederen, waarbij gewoonlijk de prijselasticiteit negatief is. 
Hierbij geldt de ceteris paribus benadering, de verandering in de gevraagde hoeveelheid mag uitsluitend worden veroorzaakt door de verandering van de prijs van het betreffende goed. Andere factoren die de vraag bepalen, zoals inkomen, behoeften en prijzen van andere goederen worden constant verondersteld.

## Geschiedenis
Giffen-goederen zijn genoemd naar Sir Robert Giffen, die door Alfred Marshall in zijn boek Principles of Economics wordt aangewezen als bedenker van het idee.
Het klassieke voorbeeld dat Marshall aanhaalde, was dat van aardappels tijdens de Ierse hongersnood van 1845-1850. Aardappels waren een primair goed en waren door de Aardappelziekte van zeer slechte kwaliteit. De vraag naar die aardappels kwam voort uit armoede, de kopers konden zich een betere kwaliteit voedsel niet veroorloven. Bij een stijgende prijs van het mindere voedsel konden de kopers het zich bij een gegeven inkomen niet langer veroorloven om hun dieet aan te vullen met voedsel van een betere kwaliteit en waren zij door de hongersnood gedwongen om een grotere hoeveelheid van het voedsel van slechte kwaliteit te kopen. Op dat moment vormden die aardappels een Giffen-goed. 
In 1999 heeft de Amerikaanse econoom Sherwin Rosen in zijn artikel Potato Paradoxes aangetoond dat de prijselasticiteit van aardappels tijdens de Ierse hongersnood negatief was, zodat zij niet konden worden beschouwd als Giffen-goederen.

## Voorbeelden
Er zijn twee goederen, brood en vlees; een brood is goedkoper dan een stuk vlees van evenveel calorieën. Iemand wil in ieder geval een bepaald aantal calorieën binnenkrijgen, en zo veel mogelijk in de vorm van vlees. Hij heeft niet genoeg geld om alleen vlees te eten, maar wel om deels vlees te eten. Als de prijs van een brood stijgt dan zal hij besparen door een aantal stukken vlees te vervangen door hetzelfde aantal broden. De hoeveelheid brood die hij koopt zal dus stijgen, dankzij de prijsstijging van het brood.
Een analoog voorbeeld is iemand die bepaalde reizen moet maken en daarvoor een budget heeft tussen dat nodig voor reizen 2e klas en dat voor reizen 1e klas. Als de 2e klas duurder wordt zal hij meer in de 2e klas moeten gaan reizen. De prijselasticiteit van zijn vraag naar 2e klas vervoer loopt op van 0 bij een prijs 0 tot een eindig maximum bij de prijs waarbij hij alleen 2e klas kan reizen. Dit geldt ook voor de totale vraag als alle reizigers zich in dezelfde positie bevinden.

## Eigenschappen van Giffen-goederen
Voor een Giffen-goed geldt:
1. Er zijn geen vervangende goederen met een vergelijkbare aantrekkelijkheid en prijs: als die er waren zou men liever daarop overstappen, omdat die volgens de ceteris paribus-aanname niet duurder worden.